# Киселёв, Виктор Николаевич
Виктор Николаевич Киселёв (30 апреля 1949, с. Немеричи, Брянская область) — российский политический деятель и предприниматель. Народный депутат СССР от Камчатской области (1988—1992). Кандидат в губернаторы Камчатской области (2000).

## Биография
В 1965—1967 учился в ГПТУ-14, г. Дятьково Брянской области.
В 1967—1968 столяр-мебельщик, мебельный комбинат г. Дятьково Брянской области.
В 1968—1971 главстаршина, служба ВМФ, г. Петропавловск-Камчатский.
В 1971—1989 боцман, инспектор отдела кадров, инженер, инженер организационно-правового отдела (юрист), рыбколхоз имени В. И. Ленина, г. Петропавловск-Камчатский.
В 1974—1984 четырежды избирался депутатом местного совета Маховского[где?], был заместителем председателя комитета по делам молодёжи.
В 1989 избран народным депутатом СССР от Камчатской области.
В 1990 освобождён от работы в рыболовецком колхозе имени В. И. Ленина в связи с переходом на постоянную работу в Комитет Верховного Совета СССР по вопросам правопорядка и борьбы с преступностью на период депутатских полномочий.
В 1990—1991 член Комитета Верховного Совета СССР по вопросам правопорядка и борьбы с преступностью. С участием В. Н. Киселёва была разработана законодательная база деятельности правоохранительных органов, создана правовая основа для борьбы с организованной преступностью, в Верховный Совет внесено предложение о возвращении льгот и особого стажа для определения пенсионного возраста работникам Крайнего Севера.
В 1991—1992 член комитета совета Союза Верховного Совета СССР по законодательству, освобождён от служебных обязанностей на постоянной основе в Верховном Совете СССР в связи с ликвидацией Верховного Совета СССР. Был единственным депутатом в Верховном Совете поднявшим вопрос о запрете развала Советского Союза.
В 1992 продолжил работу в Рыбоколхозе имени В. И. Ленина г. Петропавловск-Камчатский.
В 1992—1993 председатель правления совместного Российско-Японского предприятия «Мост Дружбы», г. Петропавловск-Камчатский.
В 1992—2002 генеральный директор строительной фирмы ООО «Виктор К», г. Красногорск Московской области.
С 2002 г. по настоящее время — генеральный директор ООО «Холдинговая Компания „Градострой“».
В ноябре-декабре 2000 г. — кандидат в губернаторы Камчатской области, выдвинут трудовыми коллективами г. Петропавловск-Камчатский.
В 2001—2005 по совместительству исполнял обязанности помощника депутата Государственной Думы Федерального собрания Российской Федерации.
С 2010 по настоящее время — помощник члена Совета Федерации М. И. Дидигова на работе в Совете Федерации на общественных началах.

## Семья
Женат, воспитал двух дочерей и 5 внуков.